# کارل فورمن
کارل فورمن (انگلیسی: Carl Foreman؛ زاده ۲۳ ژوئیهٔ ۱۹۱۴ – درگذشته ۲۶ ژوئن ۱۹۸۴) یک فیلم‌نامه‌نویس، تهیه‌کننده و کارگردان اهل ایالات متحده آمریکا بود.

## بخشی از فیلمشناسی
- نیمروز
- توپ‌های ناوارون
- پل رودخانه کوای
- یه مشت بارون
- قهرمان